# Lina Buffolente
Lina Buffolente (Vicenza, 27. listopada 1924. – Milano, 6. ožujka 2007.) bila je talijanska crtačica stripa i ilustratorica.

## Život i karijera
Rođena u Vicenzi, Buffolente je diplomirala na akademiji Brera i započela karijeru 1941. godine, surađujući s karikaturistom Giuseppeom Cappadonijom i ilustrirajući kratke priče za izdavača Edital. Godine 1942. stvorila je zajedno s Leoneom Cimpellinom svoju prvu seriju stripova Petto di Pollo u izdanju Edizioni Alpe.
Nakon rata, Boffolente se specijalizirala za avanturističke i zapadnjačke stripove, posebno crtajući seriju Tom Mix, njezin spin-off Tom Bill, Hello Jim, Furio Mascherato. Godine1948. započela je preko dvadeset godina dugu suradnju s izdavačem Editrice Universo, za kojeg je realizirala razne serije, uključujući Liberty Kid za časopis Intrepido i Fiordistella za Il Monello.
U 1970-ima Boffolente je ilustrirala Kit Tellera i stvorila seriju Gun Gallon, Homicron i Nick Reporter za francusko tržište, a seriju Reno Kid za njemačko tržište. Počevši od 1990. godine crtala je nekoliko stripova Komandanta Marka.

## Vanjske poveznice
- Lina Buffolente na Lambiek